# Французька спільнота Бельгії
Французька спільнота Бельгії (фр. Communauté française de Belgique) — одна з трьох мовних спільнот Бельгії (разом з фламандською (нідерландськомовною) та німецькомовною).

## Назва
Офіційна назва спільноти призводить на багато нарікань, бо вона не зовсім позначає суть: теперішня назва буквально означає більше «спільнота французів, що проживають у Бельгії». Влучніша була б назва «Франкомовна спільнота».
Сам уряд спільноти частіше називає її «Спільнота Валлонії та Брюселя» (фр. Communauté Wallonie-Bruxelles), хоча цієї назви не затверджено законом і вона теж не зовсім правдива, бо в Валлонії є й німецькомовний регіон, у котрому Французька спільнота нечинна, а в Брюсселі, крім Французької спільноти, наявна ще й Фламандська.
Ще новіша, але так само не затверджена в законі назва — Французька спільнота Валлонії та Брюселя (фр. Communauté française Wallonie-Bruxelles)

## Повноваження
Спільнота має такі повноваження:
- освіта (окрім присвоєння наукових ступенів)
- культура та мовні питання
- франкомовні теле- та радіомовлення
- спорт
- охорона здоров'я
- молодіжна політика

Французька спільнота діє в Валлонії (окрім німецькомовних районів) та Брюсселі. У той самий час на території Брюсселя право Французької спільноти поширюється тільки на франкомовні заклади, а нідерландськомовні заклади є під правом Фламандської спільноти.

## Уряд та парламент
Французька спільнота непідпорядкована Валлонському округу (на відміну від Фламандської спільноти, котра об'єднана з Фламандським округом). Французька спільнота має свій парламент (фр. Parlement de la Communauté française de Belgique), що складається з 94 депутатів. Депутатів парламенту спільноти не обирано спеціально; за них водночас є всі 75 депутатів парламенту Валлонії та 19 (з 72) франкомовних членів парламенту Брюсельського столичного округу.
Спільнота має ще свій уряд.